# برونو مولر
برونو مولر (بالألمانية: Bruno Müller)‏ هو مجدف ألماني، ولد في 11 أكتوبر 1902، وتوفي في 8 يونيو 1975.

## وصلات خارجية
- برونو مولر على موقع الاتحاد الدولي للتجديف (الإنجليزية)
- برونو مولر على موقع اللجنة الأولمبية الدولية (الإنجليزية)
- برونو مولر على موقع أوليمبيديا (الإنجليزية)